# Arizona Biltmore Hotel
L'Arizona Biltmore Hotel est un hôtel de Phoenix, en Arizona, aux États-Unis. Il est l'œuvre de l'architecte Albert Chase McArthur, avec le conseil de Frank Lloyd Wright.

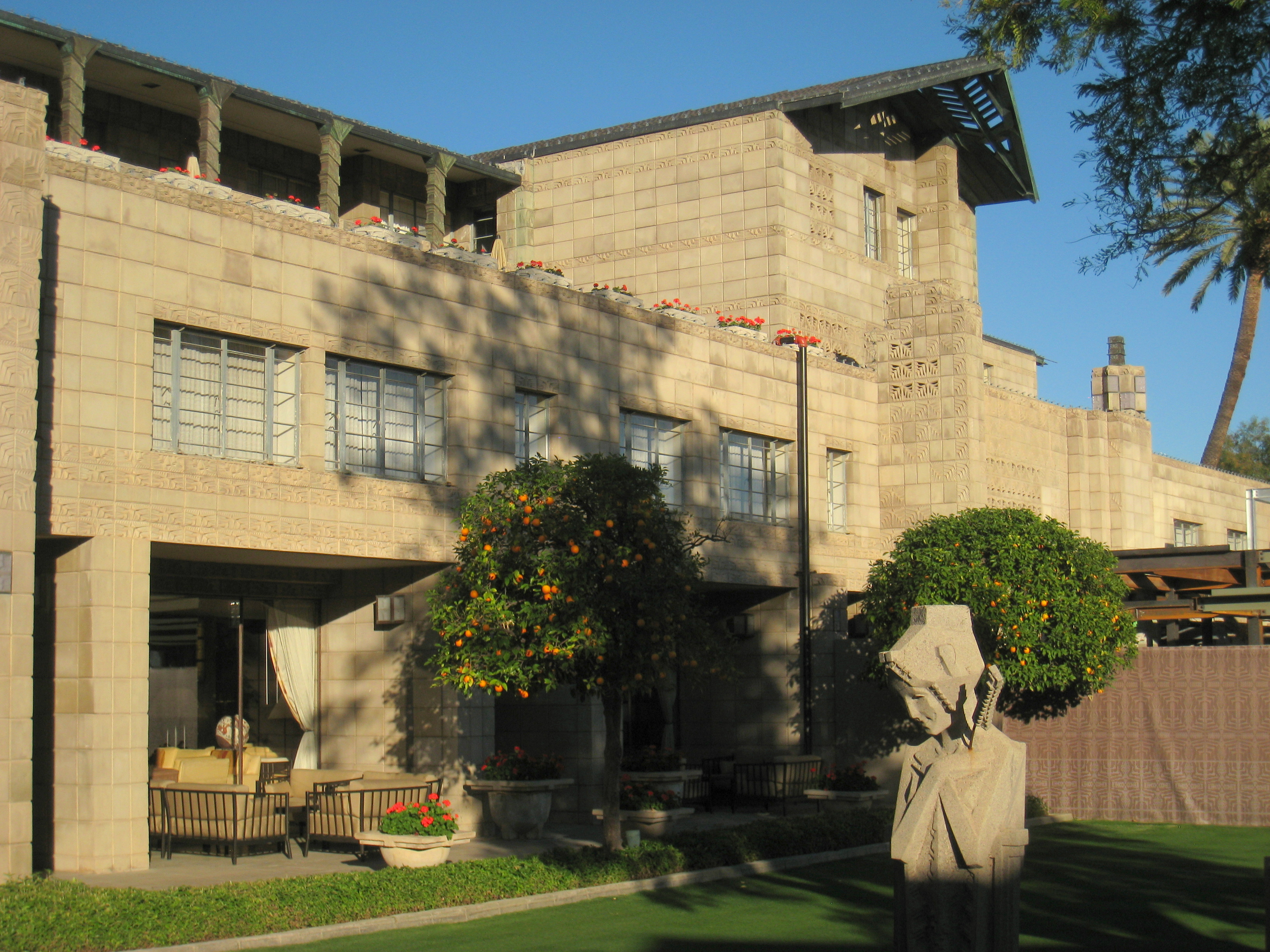
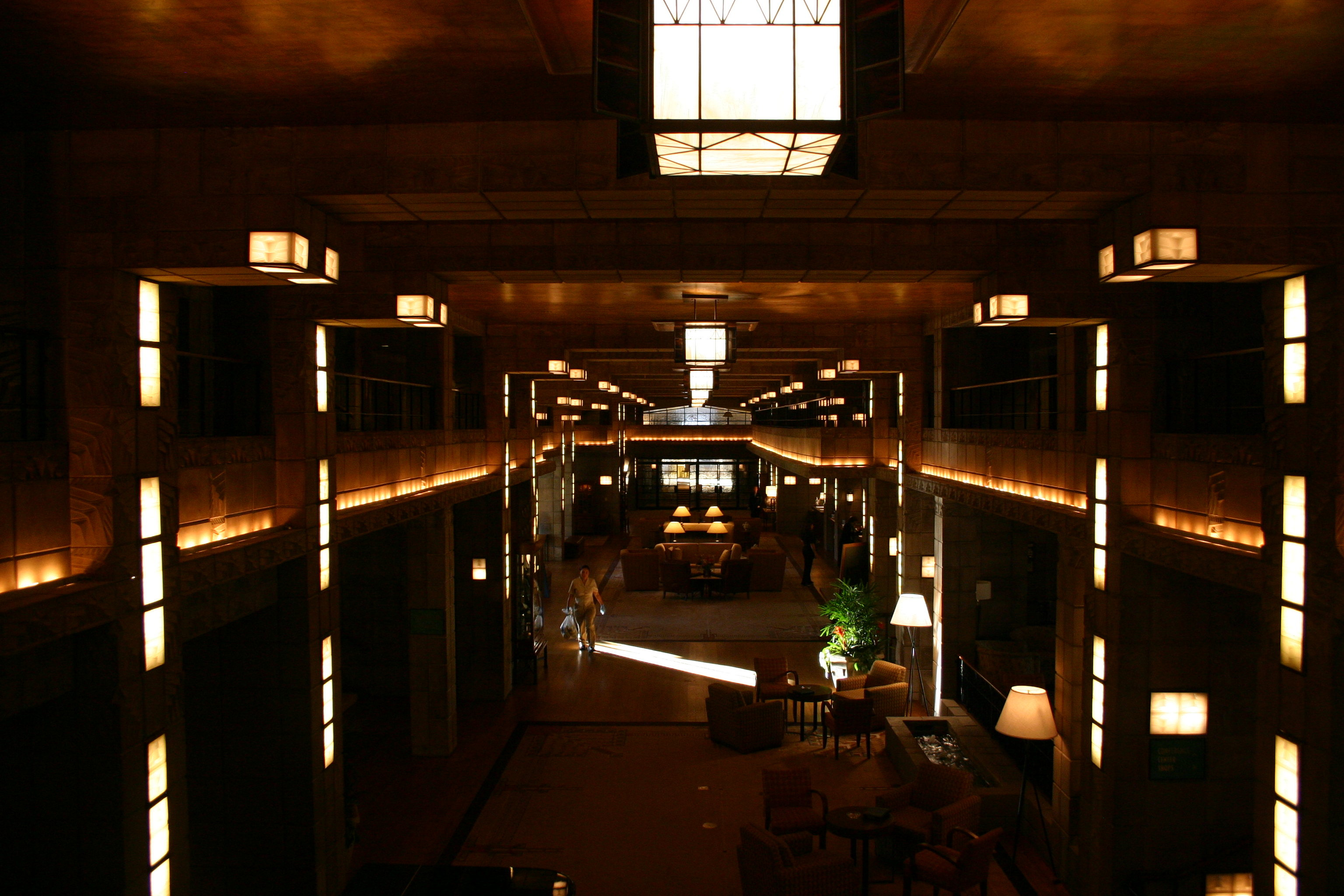
L'intérieur de l'hôtel.